# Josef Franz Wagner
Pour les articles homonymes, voir Josef Wagner et Wagner.
Josef Franz Wagner, né le 20 mars 1856 et mort le 5 juin 1908 à Vienne, est un compositeur et chef d'orchestre autrichien.
Wagner fut maître de chapelle (Kapellmeister) dans les forces terrestres impériale et royale. De son vivant déjà, il est surnommé « le Roi de la marche ». 

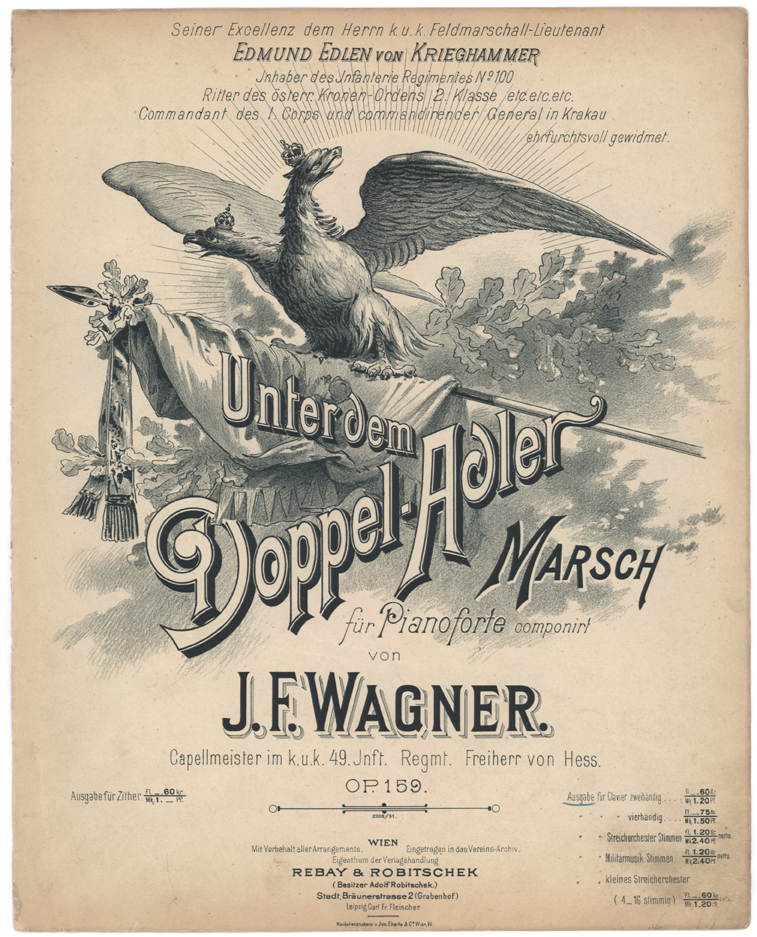
Unter dem Doppeladler, page de titre (1902).

Il est surtout connu pour sa marche : Unter dem Doppeladler (1893), intitulée en référence à l’aigle à deux têtes présent sur les armoiries d'Autriche-Hongrie. Aux États-Unis, ce morceau est devenu populaire grâce aux nombreux concerts donnés par l'orchestre de John Philip Sousa. Il a été adapté pour le cinéma dans le dessin-animé : Les Chansons de la mère l'oie or Mother Goose Melodies (1931) de Burt Gillett et également arrangé pour Big band jazz américain par Benny Goodman. Jusqu'à présent, la pièce est également un titre populaire de la musique country, notamment du style bluegrass.